# Liste der Monuments historiques in Marthemont
Die Liste der Monuments historiques in Marthemont führt die Monuments historiques in der französischen Gemeinde Marthemont auf.

## Liste der Objekte
| Bezeichnung                     | Beschreibung                                                            | Standort                                     | Kennzeichnung | Schutzstatus | Datum | Bild |
| ------------------------------- | ----------------------------------------------------------------------- | -------------------------------------------- | ------------- | ------------ | ----- | ---- |
| Notre-Dame-de-Recouvrance       | Skulptur einer Madonna mit Kind; Stein, farbig gefasst, 16. Jahrhundert | in der Kirche Assomption-de-la-Vierge (Lage) | PM54000455    | Classé       | 1961  |      |
| Pietà                           | Stein, farbig gefasst, Ende des 16. Jahrhunderts                        | in der Kirche Assomption-de-la-Vierge (Lage) | PM54000456    | Classé       | 1979  |      |
| Altar mit Zwölf-Apostel-Retabel | Kalkstein, farbig gefasst, 15. Jahrhundert                              | in der Kirche Assomption-de-la-Vierge (Lage) | PM54001124    | Classé       | 2003  |      |
| Hauptaltar                      | Altarrelief und Tabernakel; Holz, bemalt, 18. Jahrhundert               | in der Kirche Assomption-de-la-Vierge (Lage) | PM54001675    | Inscrit      | 1979  |      |
| Gemälde Kreuzigung              | Ölfarbe auf Leinwand, Holzrahmen, 1777                                  | in der Kirche Assomption-de-la-Vierge (Lage) | PM54001676    | Inscrit      | 1994  |      |